# Дім-музей Марії та Юргіса Шлапялісів
Дім-музей Марії та Юргіса Шлапялісів (лит. Marijos ir Jurgio Šlapelių namas-muziejus) — меморіальний музей у Вільнюсі, розташований на вулиці Пілес, 40 (Pilies g. 40). Присвячений діячам литовської культури — подружжю Марії Шлапялене та Юргісу Шлапялісу. Відкритий для відвідувачів щосеред та щонеділі з 11 до 16 години.

## Історія
Музей підпорядкований органам самоврядування міста і розташовується в будинку — пам'ятці архітектури XVII століття, який придбали в 1926 році Марія та Юргіс. Подружжя — громадські діячі, які пропагували у Вільно литовську мову та літературу, а також започаткували діяльність литовської книжкової крамниці, розташованої на вулиці Домінікону. На будівлі встановлена меморіальна табличка про засновників із відповідним написом литовською мовою.

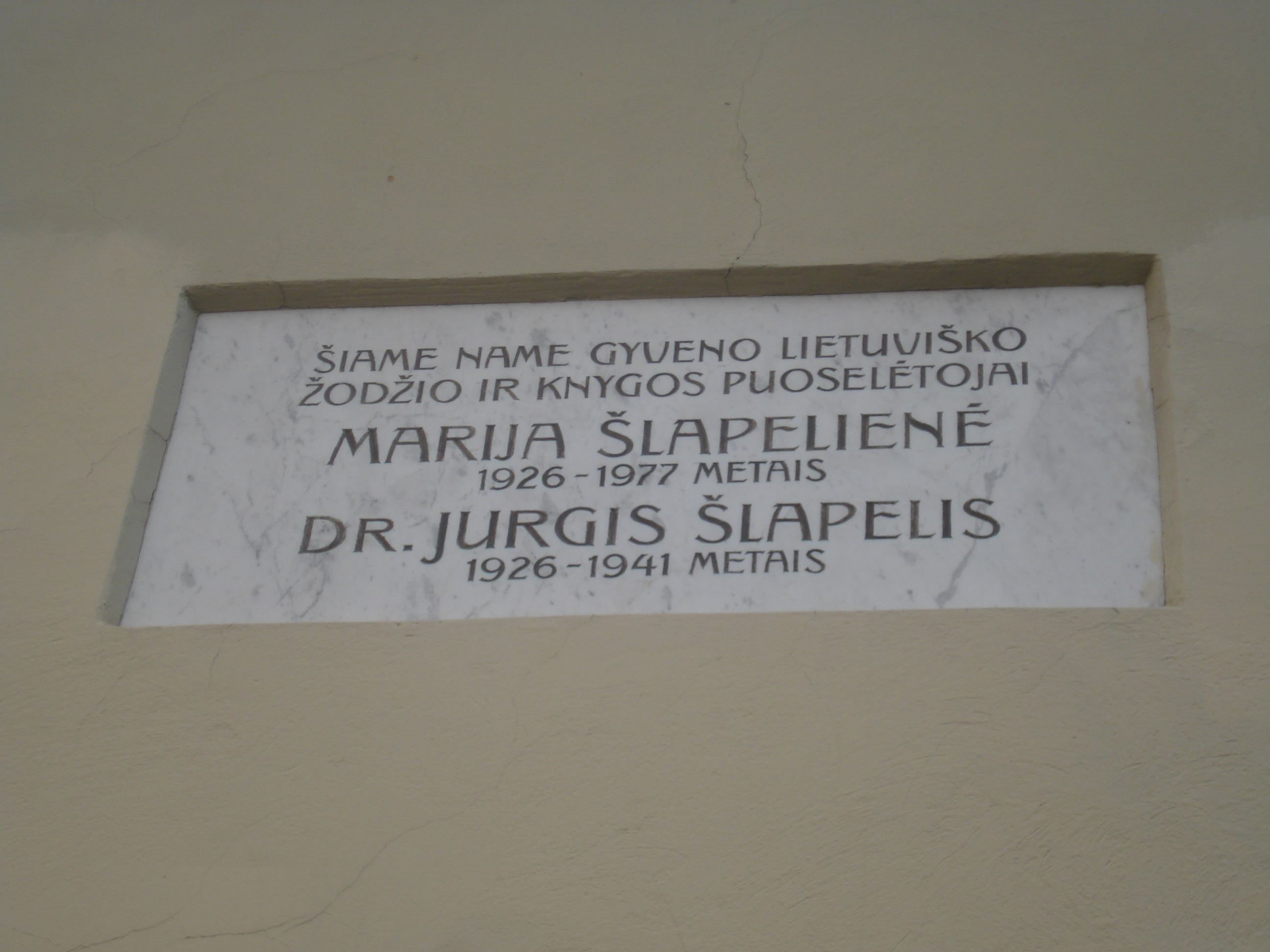
«У цьому будинку жили пошановувачі литовського слова і книги Марія Шлапялене в 1926-1977 роках та Юргіс Шлапяліс у 1926-1941 роках»

Після Другої світової війни будівля була націоналізована та перебудована на багагатоквартирний будинок. У квартирі та у підвалі зберігалося близько 5-6 тисяч книг та інших друкованих видань. З господинею квартири до самої її смерті в 1977 році спілкувалися і цікавилися літературними надбаннями литовські бібліофіли, історики, театрознавці.
Після відновлення незалежності Литви дочка Шлапялісів Гражуте Шлапяліте-Сірутене, яка проживала в США, у 1996 році відновила права власності на будинок батьків. Виконуючи заповіт матері, вона подарувала його Вільнюському міському самоврядуванню з умовою, щоб у ньому було облаштовано дім-музей Марії та Юргіса Шлапялісів. Музей був відкритий після ремонту в тому ж році. Його основні фонди склали подаровані донькою родинні речі, книги, документи, іконографічний матеріал.
Дім-музей заснований в 1991 році. У 1994 році була відкрита експозиція, яка знайомить із побутом та видавничою діяльністю подружжя, а також в загальному відображає життя Віленського краю в період від другої половини XIX століття до 1940 року.

## Експозиція
У домі-музеї представлена бібліотека литовськомовної літератури, архів, нумізматика, філателія, особисті речі Шляпялісів. В експозиційній залі та у вітальні (у приміщенні підвалу XV століття), крім виставок, проводяться вечори, концерти, лекції, презентації книг й інші схожі культурно-просвітницькі заходи.